# Крива Река (Горњи Милановац)
Крива Река је насеље у Србији у општини Горњи Милановац у Моравичком округу. Према попису из 2022. године било је 51 становника. Према новинском чланку из Политике, 2013. у селу има само 22 становника.
Село је удаљено 19 км од Горњег Милановца и на траси је пруге уског колосека у правцу Љига. Налази се на надморској висини од 300 до 420 м и површини од 1.026 ха.
Село је припадало општини Бољковци све до друге половине 19. века, а касније општини Шилопај. Основна школа им је била у Шилопају. До краја тридесетих година 20. века припадало је црквеној парохији цркве Свете Богородице у Бољковцима, а касније цркви Светог Николе у Шилопају. Сеоска слава је Бели петак.

## Историја
Село је добило име по реци која тече кроз село и прави већи број кривина. Село спада у средњовековна насеља о којима нема писаних помена. Није извесно да ли се у Кривој реци налазила црква, задужбина деспота Ђурђа Бранковића, у којој је он и сахрањен 1456, или је ово било везано за исти топоним ближе селу Мајдан. У близини поменуте Криве реке налазио се и летњиковац у коме је 1457. умрла његова жена, Проклета Јерина. Не зна се где су остаци летњиковца и цркве.
Кроз село је својевремено пролазила пруга уског колосека Београд-Чачак, а у селу се налазила станица.
Становништво се иселило пред најездом Турака. Остало је мало староседелачког становништва. За време Првог српског устанка новодосељено становништво дошло је из рејона Сјенице и Ужица 1809. године. По предању, у селу је постојао спахија који се звао Лоја који је имао земљу и велика стада оваца која је раја чувала. У устанку спахија је убијен а његова земља је подељена досељеницима. После Другог српског устанка било је досељеника и из околине Београда.
Овде се налазе Стари споменици на сеоском гробљу у Кривој Реци.
У ратовима у периоду од 1912. до 1918. године село је дало 87 ратника. Погинуло их је 43 а 44 је преживело.

## Демографија
У пописима село је 1910. године имало 436 становника, 1921. године 376, а 2002. године тај број је спао на 99.
У насељу Крива Река живи 98 пунолетних становника, а просечна старост становништва износи 57,3 година (53,0 код мушкараца и 61,0 код жена). У насељу има 57 домаћинстава, а просечан број чланова по домаћинству је 1,79.
Ово насеље је великим делом насељено Србима (према попису из 2002. године), а у последња три пописа, примећен је пад у броју становника.
Најпознатији криворечанин у двадесетом веку био је рашљар Милош Ђуковић. Тврдио је да је помоћу рашљи открио место где је закопано благо деспота Ђурђа. Умро је 2010. године.
|  |

| Демографија | Демографија | Демографија |
| Година      | Становника  | Становника  |
| ----------- | ----------- | ----------- |
| 1948.       | 526         |             |
| 1953.       | 501         |             |
| 1961.       | 464         |             |
| 1971.       | 367         |             |
| 1981.       | 299         |             |
| 1991.       | 187         | 167         |
| 2002.       | 102         | 102         |
| 2011.       | 71          |             |

| Етнички састав према попису из 2002.‍ | Етнички састав према попису из 2002.‍ | Етнички састав према попису из 2002.‍ | Етнички састав према попису из 2002.‍ | Етнички састав према попису из 2002.‍ |
| ------------------------------------ | ------------------------------------ | ------------------------------------ | ------------------------------------ | ------------------------------------ |
|                                      |                                      |                                      |                                      |                                      |
| Срби                                 | Срби                                 |                                      | 101                                  | 99,01%                               |
| Хрвати                               | Хрвати                               |                                      | 1                                    | 0,98%                                |
| непознато                            | непознато                            |                                      | 0                                    | 0,0%                                 |

| Година пописа     | 1948. | 1953. | 1961. | 1971. | 1981. | 1991. | 2002. |
| ----------------- | ----- | ----- | ----- | ----- | ----- | ----- | ----- |
| Број домаћинстава | 106   | 114   | 120   | 114   | 103   | 82    | 57    |

| Број чланова      | 1  | 2  | 3 | 4 | 5 | 6 | 7 | 8 | 9 | 10 и више | Просек |
| ----------------- | -- | -- | - | - | - | - | - | - | - | --------- | ------ |
| Број домаћинстава | 29 | 18 | 4 | 5 | 1 | 0 | 0 | 0 | 0 | 0         | 1,79   |

| Пол    | Укупно | Неожењен/Неудата | Ожењен/Удата | Удовац/Удовица | Разведен/Разведена | Непознато |
| ------ | ------ | ---------------- | ------------ | -------------- | ------------------ | --------- |
| Мушки  | 44     | 12               | 26           | 4              | 2                  | 0         |
| Женски | 54     | 3                | 22           | 28             | 1                  | 0         |
| УКУПНО | 98     | 15               | 48           | 32             | 3                  | 0         |

| Пол    | Укупно                    | Пољопривреда, лов и шумарство | Рибарство                            | Вађење руде и камена | Прерађивачка индустрија       |
| ------ | ------------------------- | ----------------------------- | ------------------------------------ | -------------------- | ----------------------------- |
| Мушки  | 20                        | 13                            | 0                                    | 0                    | 3                             |
| Женски | 12                        | 8                             | 0                                    | 0                    | 2                             |
| УКУПНО | 32                        | 21                            | 0                                    | 0                    | 5                             |
| Пол    | Производња и снабдевање   | Грађевинарство                | Трговина                             | Хотели и ресторани   | Саобраћај, складиштење и везе |
| Мушки  | 0                         | 0                             | 2                                    | 0                    | 2                             |
| Женски | 0                         | 0                             | 0                                    | 0                    | 0                             |
| УКУПНО | 0                         | 0                             | 2                                    | 0                    | 2                             |
| Пол    | Финансијско посредовање   | Некретнине                    | Државна управа и одбрана             | Образовање           | Здравствени и социјални рад   |
| Мушки  | 0                         | 0                             | 0                                    | 0                    | 0                             |
| Женски | 0                         | 0                             | 0                                    | 1                    | 1                             |
| УКУПНО | 0                         | 0                             | 0                                    | 1                    | 1                             |
| Пол    | Остале услужне активности | Приватна домаћинства          | Екстериторијалне организације и тела | Непознато            | Непознато                     |
| Мушки  | 0                         | 0                             | 0                                    | 0                    | 0                             |
| Женски | 0                         | 0                             | 0                                    | 0                    | 0                             |
| УКУПНО | 0                         | 0                             | 0                                    | 0                    | 0                             |

## Галерија
- Крива Река, бунар
- Крива Река, споменик погинулима у НОБ-у
- Крива Река, зграда
- Крива Река